# Бункай
Бунка́́й (яп. 分解 бункай: «анализ») — в боевых искусствах представляет собой расшифровку, анализ (букв. «бун»- «делить на части», «кай»- «объяснять», «истолковывать»), набор боевых применений движений ката («формы») карате. Обычно каждый бункай представляет собой связку из 2-4 приемов, включающих в себя удары, броски и блоки. В подавляющем большинстве школ используется единственный канонический набор бункай для каждого ката.
В некоторых школах (например, в Конно-дзюку) бункай подразделяется на «базовый» («кихон бункай») и «боевое применение» («оё-бункай»).
Трудно установить, кто впервые ввел в процесс обучения карате идею «бункай» (Скорее всего создание этого метода уходит в глубины веков). Однако первым наставником, обнародовавшим (начиная с 20-30х гг XX века) и широко применявшим этот подход в тренировочном процессе, стал создатель школы Сито-рю Мабуни Кэнва.
Поскольку каждое ката является символом боевых искусств (подобно звезде, кресту, треугольнику являющимися символами государств, религий, философий и тд), оно содержит в себе бесконечное количество бункай (расшифровок). Так любое движение в ката может трактоваться как удар, бросок или защита. Так же при боевой расшифровке ката допускается отклонение от канонической формы, с целью повышения прикладной эффективности данной связки.
Более того, обычно ката содержит множество намеков («входных ворот») на разнообразную технику. Таким образом, количество бункай каждого ката поистине безгранично.